# Ejido de Oxtotitlán
Ejido de Oxtotitlán är en ort i Mexiko.   Den ligger i kommunen Toluca och delstaten Mexiko, i den sydöstra delen av landet, 60 km väster om huvudstaden Mexico City. Ejido de Oxtotitlán ligger 2 685 meter över havet och antalet invånare är 124.
Terrängen runt Ejido de Oxtotitlán är platt åt nordväst, men åt sydost är den kuperad. Runt Ejido de Oxtotitlán är det mycket tätbefolkat, med 2 103 invånare per kvadratkilometer. Närmaste större samhälle är Toluca, 6,5 km sydost om Ejido de Oxtotitlán. Runt Ejido de Oxtotitlán är det i huvudsak tätbebyggt.